# Gefion (Gade)
Gefion is een compositie van Niels Gade. Het is een toonzetting van de tekst van Bragis Sang om Gefion van Adam Oehlenschlager. Die tekst van deze wereldlijke cantate is afkomstig uit het epische gedicht Nordens Guder (Noorse goden) uit 1819. Gade gebruikte de volledige tekst over de vermeende godin, die Seeland en de Øresund liet ontstaan. Het werk kan niet los gezien worden van het nationalisme in Denemarken na de Duits-Deense Oorlogen. Die maakten dat Gade zich verplicht voelde de Deense identiteit te verdedigen tegenover zijn tweede vaderland Duitsland. Hans Christian Andersen maakte in zijn dagboek de opmerkingen dat hij op 11 april 1870 voor de eerste keer het werk hoorde, tegelijkertijd klagend over zijn nieuwe kunstgebit.

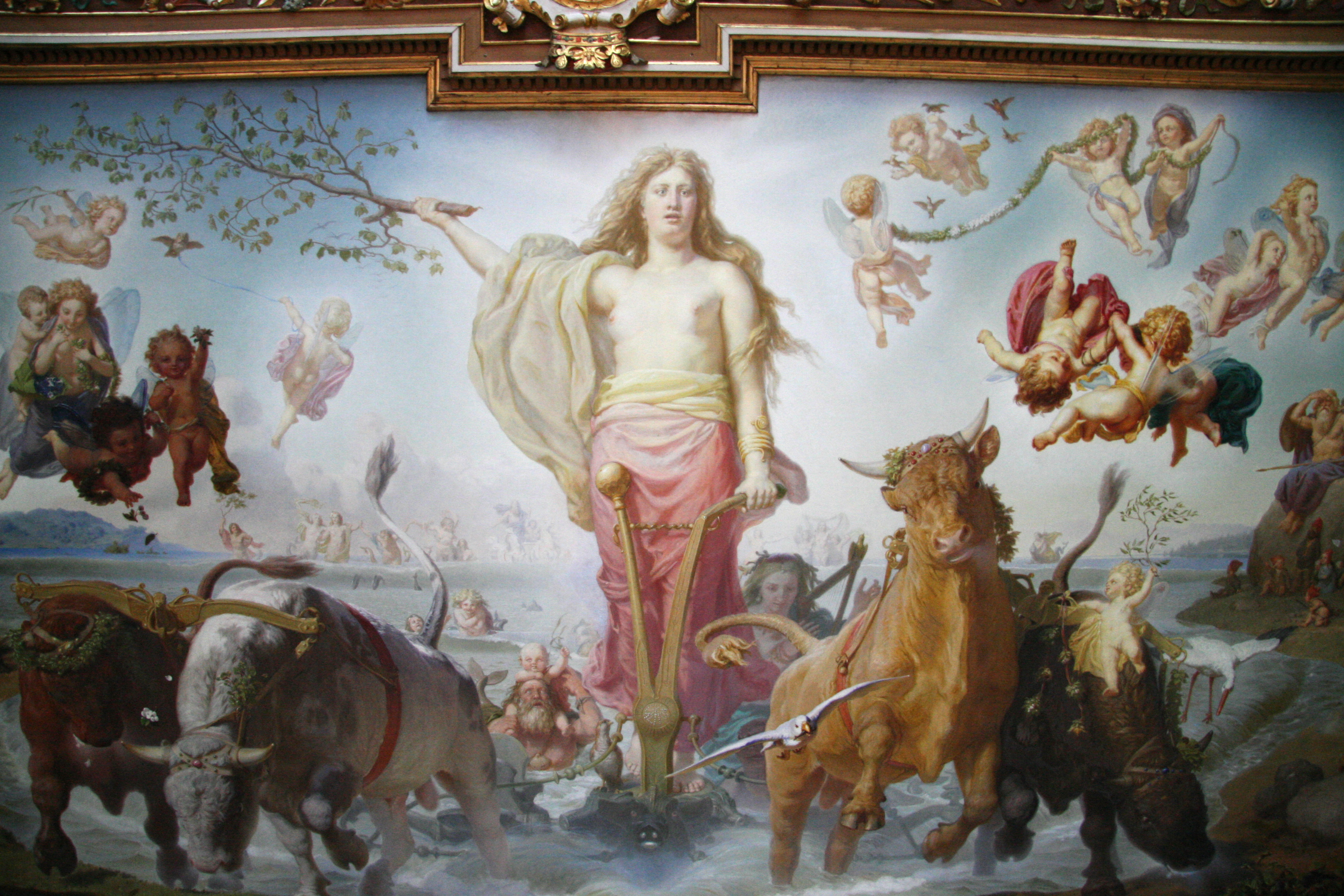
Gefion ploegt met vier stieren Seeland, te zien in Frederiksborg